# Guibeville
 Guibeville  es una población y comuna francesa, ubicada en la región de Isla de Francia, departamento de Essonne, en el distrito de Palaiseau y cantón de Arpajon.

## Demografía
| 81 | 76 | 104 | 121 | 217 | 654 |
| Para los censos de 1962 a 1999 la población legal corresponde a la población sin duplicidades (Fuente: INSEE [Consultar]) |    |     |     |     |     |